# Primera Batalla de La Puerta
La Primera Batalla de La Puerta (3 de febrero de 1814) fue un enfrentamiento militar librado en el contexto de la Guerra de Independencia de Venezuela, entre las fuerzas del Imperio español, que al mando de José Tomás Boves avanzaban hacia el centro del país para cruzar los valles del río Aragua y tomar Caracas, y las fuerzas de la Segunda República del coronel Vicente Campo Elías. Ambos comandantes eran españoles. 

## Antecedentes
Tras su derrota en Mosquiteros, el 14 de octubre de 1813, Boves había logrado recuperar sus fuerzas, aprovechando que Campo Elías dejó en Calabozo solo a los 1.000 hombres del batallón Barlovento con el coronel Pedro Aldao a su mando. Boves aniquilaba esa tropa el 8 de diciembre y recuperaba su base de Calabozo. En Chaguaramas reúne un ejército de 4.000 jinetes y 2.500 infantes, envía un tercio bajo las órdenes del coronel Francisco Rosete por el paso los Pilones a los valles del Tuy mientras él sube por el río Guárico hacia los valles del Aragua. Otros rebajan sus fuerzas a 3.300, de los que 600 eran fusileros. La división de Rosete sería de 1.200 combatientes. En Flores captura y degüella a las avanzadillas patriotas que vigilaban sus movimientos.
Campo Elías se sentía confiado, ya había vencido a Boves en la Mosquiteros. Salió de Valencia para presentar batalla mientras Simón Bolívar se ocupaba del asedio de Puerto Cabello. Llegó a Villa de Cura y allí acampó. Llegó a La Puerta a las primeras horas de la mañana del día 3. La quebrada de La Puerta es donde el Guárico corta transversalmente un relieve que forma parte de la serranía del Interior a través de un breve desfiladero que se abre hacia los Llanos en el sur.

## Batalla
La batalla fue breve, sangrienta y disputada. Duró apenas dos horas. La primera hora los patriotas aguantaron exitosamente pero entonces Boves ordenó a sus fuerzas retroceder, animando a los patriotas a perseguirlos. Entonces entró en acción la caballería bovista, muy superior a la de su enemigo y que estaba en reserva. Además, las tropas que retrocedían dieron vuelta y atacaron. En la llanura abierta los republicanos fueron fácilmente arrinconados por los jinetes enemigos y aniquilados.

## Consecuencias
Campo Elías logró huir con 200 jinetes a Villa de Cura y después a La Cabrera, cerca de Valencia. Estos mismos fueron a ayudar al coronel José Félix Ribas en la batalla de La Victoria. Boves estaba seriamente herido pero igual mando ejecutar a todos los prisioneros que capturó. El lugarteniente de Boves, el coronel Rosete ordenó degollar a los soldados y civiles que encontró en Ocumare del Tuy, el 11 de febrero. Envió a su segundo, Francisco Tomás Morales, con 1.000 jinetes y 300 cazadores a Villa de Cura, apenas a dos leguas y media del campo de batalla, allí capturó todo el parque. 
Los realistas no tenían muchas armas y municiones y les serían muy útiles en las siguientes etapas de la campaña. La victoria realista supuso la ejecución de más de un millar de prisioneros y heridos realistas en Caracas y La Guaira en días posteriores en aplicación del Decreto de Guerra a Muerte.

## Imagen de satélite
- Monumento de La Puerta. Tomado de WikiMapia